# Cricca Dei Balordi
I Cricca Dei Balordi (noti anche semplicemente come C.D.B.) sono un gruppo musicale hip hop italiano composto dagli MC Rido e Supa, entrambi originari di Stresa.

## Storia del gruppo
Il duo nasce nel 1992 con il nome di Cracka Posse e fa le prime esperienze nell'ambiente delle jam locali partecipando a vari concerti, costruendosi un nome nella zona di Verbania e nell'area milanese, esibendosi assieme a DJ Double T e distinguendosi per le loro doti di improvvisatori ed intrattenitori, per il loro flow "senza guinzaglio" e per le rime cadenzate e d'effetto.
Il primo progetto di un certo rilievo a cui partecipano è Sanobusiness V.M. 18, mixtape a cui partecipano Bassi Maestro ed i Sottotono. Nel 1996 incidono, sempre in collaborazione con Double T, il demo Fondazione Cracka a cui collaborano anche Fritz da Cat ed il già citato Bassi Maestro, contribuendo a rendere il duo una realtà tangibile del panorama italiano. Diventano parte integrante di Sano Business (condiviso con Bassi e con DJ Zeta) partecipando a The Micragnous EP, nel quale insieme alla rapper Marya incidono il brano Gioco di ruolo.
I Cricca Dei Balordi continuano le numerose collaborazioni: con Bassi Maestro e DJ Zeta, così come con DJ Double S a Lo capisci l'italiano? e con gli ATPC ai due volumi di 50 Emcees. Con Sanobusiness realizzano l'LP Underground Troopers, divenuto oramai un classico del rap italiano. Nel 2000 il gruppo ha pubblicato l'album di debutto Ninja Rap e, dopo aver collaborato con i Lyricalz, Fritz da Cat e Kaso, partecipano anche a Zeta 2000 di DJ Zeta con l'acclamato brano Ancora più ruvido, che li fa diventare il simbolo di un rap aggressivo ed energico, che ha il suo ambiente naturale nel palco.
Il 2002 è l'anno di uscita del secondo album Musi, il quale segna la maturità artistica dei due componenti. I due MC continuano a collaborare con Zampa e negli album di Bassi Maestro, continuando a confermarsi uno dei gruppi di punta del rap italiano.
Il 20 maggio 2015 tornano con la traccia Michael J., lasciando sottintendere che eventuali futuri album dipendano dall'hype che riceveranno.

## Discografia

### Album in studio
- 2000 – Ninja Rap
- 2002 – Musi

### Collaborazioni
- 1998 – Bassi Maestro feat. CDB – Sano What?!? (da Foto di gruppo)
- 1998 – Fritz da Cat feat. CDB - De Stijl (da Fritz da Cat)
- 1999 – Fritz da Cat feat. Bassi Maestro & CDB  – Microphone Check 1,2 What Is This (da Novecinquanta)
- 2001 – Bassi Maestro feat. CDB – Per i miei gorilla (da Rapper italiano)
- 2001 – Bassi Maestro feat. CDB – The Shit Droppers (da Rapper italiano)
- 2001 – Bassi Maestro feat. CDB – 2h10 (Da dentro) (da Rapper italiano)
- 2004 – Bassi Maestro feat. CDB – La mia posse è troppo larga (da Seven: The Street Prequel)
- 2004 – Bassi Maestro feat. CDB – Fuori dal coro (Short Version) (da Seven: The Street Prequel)
- 2017 – Bassi Maestro feat. Nitro & CDB – Prendi tutto (da Mia maestà)